# Вици (горнолыжный центр)
«Ви́ци» (греч. Βίτσι) — горнолыжный центр на севере Греции, в 19 км к северу от Кастории, рядом с деревней Поликерасон (Πολυκέρασον), на склонах горы Вици. 
Расположен на высоте более 1800 метров над уровнем моря и располагает 5 трассами, общей протяженностью более 4 километров, и 3 подъемниками (в том числе 2 бэби-лифта). Центр функционирует с декабря по март. На территории центра расположено шале, ресторан, кафе и паркинг.